# Saint-Julien-lès-Russey
Saint-Julien-lès-Russey è un comune francese di 151 abitanti situato nel dipartimento del Doubs nella regione della Borgogna-Franca Contea.

## Storia
Saint-Julien-lès-Russey fu nel Medioevo un feudo dipendente dalla baronia di Belvoir. Esistono nel territorio comunale, sulla riva destra del fiume Dessoubre, i resti di un castello costruito dai baroni di Belvoir.
Il castello aveva un portale ad arco affiancato da due piccole torri e un ponte levatoio. Fu distrutto nel 1474 quando cadde nelle mani degli Svizzeri.

## Società

### Evoluzione demografica
Abitanti censiti